# 12734 Haruna
12734 Haruna este un asteroid din centura principală de asteroizi.

## Descriere
12734 Haruna este un asteroid din centura principală de asteroizi. A fost descoperit pe 29 octombrie 1991 la Kitami de Atsushi Takahashi și Kazuro Watanabe. Asteroidul prezintă o orbită caracterizată de o semiaxă mare de 2,42 ua, o excentricitate de 0,19 și o înclinație de 13,4° în raport cu ecliptica.